# 343 př. n. l.

## Události
- Artaxerxés III. Óchos dobývá fénické město Sidón.

## Hlavy států
- Perská říše – Artaxerxés III. (359 – 338 př. n. l.)
- Egypt – Nachthareheb (360 – 342 př. n. l.)
- Bosporská říše – Pairisades I. (349 – 311 př. n. l.)
- Kappadokie – Ariarathes I. (350 – 331 př. n. l.)
- Bithýnie – Bas (376 – 326 př. n. l.)
- Sparta – Kleomenés II. (370 – 309 př. n. l.) a Archidámos III. (360 – 338 př. n. l.)
- Athény – Lyciscus (344 – 343 př. n. l.) » Pythodotus (343 – 342 př. n. l.)
- Makedonie – Filip II. (359 – 336 př. n. l.)
- Epirus – Arybbas (373 – 343 př. n. l.) » Alexander I. (343 – 330 př. n. l.)
- Odryská Thrácie – Cersobleptes (359 – 341 př. n. l.) a Teres II. (351 – 342 př. n. l.)
- Římská republika – konzulové Marcus Valerius Corvus a A. Cornelius Cossus Arvina (343 př. n. l.)
- Syrakusy – Timoleon (345 – 337 př. n. l.)
- Kartágo – Hanno III. (344 – 340 př. n. l.)
- Numidie – Zelalsen (343 – 274 př. n. l.)